# 雙重代表權
雙重代表權（英語：Dual Representation），即中國雙重代表權方案，是一個外交方案，讓中華民國與中華人民共和國同時擁有聯合國會籍，在雙方分享中國代表權前提下，共同參與聯合國。這個方案最早在1966年由義大利等北大西洋公約組織國家在聯合國大會提出，並得到美國支持，希望能夠務實解決在中華人民共和國獨立建國之後，中華人民共和國與中華民國分別持有的一個中國原則在國際上的衝突。在中華民國、中華人民共和國以及美國國內等多方不同勢力衝突下，最終在1971年聯合國大會第2758號決議通過後失敗，中華民國退出聯合國，在聯合國中的中國代表權由中華人民共和國取得。
在李登輝就任中華民國總統後，中華民國方面曾經再度表明願意在這個方案之下，讓中華民國再度返回聯合國，但仍因中華人民共和國拒絕接受而失敗。中華人民共和國認為，在中華人民共和國建國後，中華民國已經消滅，中國代表權由中華人民共和國取得，雙重代表權被認為將形成兩個中國或一中一台，屬於台獨分離主義而被反對。

## 概論
美國的雙重代表權方案，可以概括為「一個中國，但不是現在」（One China but not now）。美國方面否認這是支持兩個中國，而是基於中華民國與中華人民共和國都是現實存在的政治實體，而作出特殊的國際安排，類似於1973年的聯合國大會上，代表東德的德意志民主共和國與代表西德的德意志聯邦共和國，於同年皆成為了聯合國會員國。
在1990年代，李登輝總統開始重新推動雙重代表權方案，將中華人民共和國與中華民國視為是由一個中國分裂出來的兩個國家，希望經由分享中國代表權，讓兩國可以平等參與聯合國。

## 歷史
在1949年中華人民共和國建國後，退守台灣的中華民國，在美國的支持下，仍然保有聯合國會籍，為安理會成員。1950年，聯合國開始出現讓中華人民共和國加入的提案。為解決中國問題，自1955年艾森豪總統任內，美國開始規畫兩個中國方案，逐步發展為雙重承認與雙重代表權方案。美國持續勸說中華民國接受這些方案，讓中華人民共和國同時加入聯合國。但中華民國堅持漢賊不兩立政策，相關提案持續被蔣中正總統拒絕。
至1960年代，中華人民共和國的邦交國快速增加，支持中華人民共和國進入聯合國的呼聲在國際上越來越大，中華民國方面開始感受壓力。美國外交政策也逐漸走向支持兩個中國。1966年，義大利在聯合國第二十一屆大會上提出研議兩個中國方案的特殊委員會提案，得到美國、日本等美國核心盟友的表決支持，但受到中華民國的激烈批評，且被中華人民共和國與中華民國的盟國共同否決，該屆大會上未能通過，在後續幾年的聯合國大會也被提出，但同樣未能通過。
1969年，美國國務卿威廉·P·罗杰斯（William P. Rogers）在澳洲坎培拉發表正式聲明：「我們（美國）承認，在台灣的中華民國與在大陸的中共都是存在的事實。我們也知道中共終必在亞太地區扮演重要的角色。……我們真誠歡迎與中共重新談判。」
1970年第25屆聯合國大會上，支持中華人民共和國進入聯合國的重要問題案首次獲得過半數支持，但未達三分之二同意而失敗。1971年，美國蘭德公司發布《重訂對華政策》（Remaking China Policy），主張「一個中國，但不是現在」（One China but not now）。在這個政策下，認為台灣是中國的領土，在未來會與中國統一，但在現況下並不是中國的領土。根據這個建議方案，美國國務院開始發展雙重代表權方案。4月23日，美國密使羅伯特·丹尼爾·墨菲赴陽明山中山樓與蔣中正討論「雙重代表權方案」，蔣中正私下表示同意。同年，中華民國行政院與美方馬康衛大使進行談判，表示接受雙重代表權安排，但不會公開承認。並以英文說帖，說明如果第26届联合国大会有國家提出雙重代表權，也可以「了解」。中華民國將會對任何形式的雙重代表案提出公開發言反對，但不會投票反對。
1971年8月17日，美国驻联合国首席代表老布希向联合国秘书长递交了一封信和备忘录，正式提出「双重代表权」提案。此案遭到中華人民共和國反對，中華人民共和國外交部在8月20日就「雙重代表權案」發表聲明，堅決反對联合国同时接纳海峡两岸双方为会员国，反对美国通过「双重代表权」提案在联合国搞「两个中国」「一中一台」，明确指出「中华人民共和国在联合国的一切合法权利必须完全恢复，必须把蒋介石集团从联合国及其一切机构驱逐出去」，並向季辛吉抗議。
因為雙重代表權方案無法獲得支持，美國外交人員在聯合國中，另外提出「複雜雙重代表權方案」。在「複雜雙重代表權方案」中，安理會席位由中華人民共和國取得，但中華民國將以普通會員國身份繼續存在，兩個中國都有聯大席位。除中華人民共和國反對外，中華民國本身只願消極接受這個方案，在公開聲明中也持反對態度。美國外交人員，如基辛格等人，也持反對態度。
最終聯合國大會通過聯合國大會第2758號決議，驅逐中華民國代表，中國席位由中華人民共和國取得。
在1991年，南韓與北韓同時加入聯合國後，李登輝總統開始重新推動雙重代表權方案。1993年，透過中華民國邦交國，在聯合國大會中提案，希望成立特別研究委員會，重新檢討、撤銷或修改1971年所通過的2758號決議。並援引兩德與兩韓模式，要求以「分裂國家平行代表權」的模式，用「中華民國」或「中華民國在台灣」的名稱重新參與聯合國。但提案遭到中華人民共和國封殺。1999年，再度提案，要求聯大設立「工作小組」，以研究台灣參加聯合國的問題。提案同樣遭封殺。